# Meritorious Service Medal (États-Unis)
Pour les articles homonymes, voir Meritorious Service Medal.
La Meritorious Service Medal (MSM) est une décoration militaire des États-Unis décernée aux membres des Forces armées des États-Unis, tout département confondu, qui se sont distingués en rendant service à leur pays depuis le 16 janvier 1969 ; elle peut également être remise à des membres des Forces armées étrangères dont les unités sont sous commandement américain.
La MSM était auparavant décernée en tant que décoration pour des accomplissements en temps de paix, mais depuis le 11 septembre 2001, cette décoration peut également être décernée à la place de la Bronze Star Medal pour des accomplissements méritoires sur un théâtre de combat désigné. Normalement, les actes ou services rendus doivent être comparables à ceux requis pour la Legion of Merit, mais dans le cadre d'une fonction de moindre responsabilité, bien que considérable. Au sein de l'armée de terre américaine (US Army), conformément à l'AR 600-8-22, paragraphe 3-16, la MSM ne peut être surclassée ou déclassée par rapport à une recommandation de Bronze Star Medal. Dans l'armée de terre, une recommandation de MSM qui est déclassée sera approuvée en tant que Army Commendation Medal (ARCOM).
Une récompense et une décoration supérieures, la Defense Meritorious Service Medal (DMSM), sont destinées à récompenser des services similaires rendus dans le cadre d'une mission conjointe au sein du ministère de la défense des États-Unis (Department of Defense), y compris l'état-major interarmées, les commandements combattant unifié (Unified Combatant Commands) et les forces opérationnelles conjointes (joint task forces) dont ils ont la charge.

## Histoire
Lors de la Conférence tripartite sur les récompenses (5 février 1968), on a discuté de la nécessité de créer une troisième récompense méritoire afin de reconnaître de façon appropriée les réalisations ou les services non liés au combat, de façon comparable à la Bronze Star Medal (BSM) pour les réalisations ou les services liés au combat. On estimait que le prestige de la Legion of Merit diminuait parce qu'elle était utilisée de plus en plus fréquemment pour récompenser des services inférieurs à la norme prévue par la Legion of Merit, mais supérieurs à ceux exigés pour les médailles de citation des différents services militaires.
Un comité ad hoc a été créé par le secrétaire à la Défense (Secretary of Defense) pour choisir un nom. Le 8 novembre 1968, le comité a approuvé à l'unanimité le nom "Meritorious Service Medal". Le président Lyndon B. Johnson a créé la Meritorious Service Medal par le Executive Order 11448 (décret n°11448), daté du 16 janvier 1969. Ce décret a été modifié par le président Ronald Reagan par Executive Order 12312 (décret n°12312) du 2 juillet 1981, afin d'autoriser l'attribution de la médaille aux membres des forces armées de pays étrangers amis.
Avant 2004, la MSM ne pouvait être décernée que pour un service en temps de paix et ne pouvait être décernée dans une zone de combat, l'équivalent de la MSM pour ces zones étant la Bronze Star Medal (BSM). Comme en 1968, lors de la création de la MSM, on craignait que le prestige de la BSM ne s'effrite également au cours des opérations de combat en Asie du Sud-Ouest, qui n'avaient pratiquement pas cessé depuis 1990. En 2004, l'autorisation de décerner la MSM pour le service en zone de combat a été accordée, avec effet rétroactif au 11 septembre 2001.
La médaille a été conçue par M. Jay Morris, de l'Institut d'héraldique, et son modèle a été approuvé par le comité le 20 mars 1969. Le ruban reprend volontairement les couleurs utilisées pour la Legion of Merit afin de refléter le parallèle entre les deux médailles. L'aigle, symbole des États-Unis, se dresse sur des branches de laurier qui symbolisent la réussite. L'étoile est utilisée pour représenter le service militaire et les rayons qui en émanent dénotent les efforts constants des individus pour accomplir un service excellent et méritoire.

## Conception et dispositifs
La Meritorious Service Medal est une médaille en bronze, d'un diamètre total de 1,5 pouce (38,1 mm) , composée de six rayons issus des trois pointes supérieures d'une étoile à cinq branches aux bords biseautés et contenant deux étoiles plus petites définies par des contours incisés ; devant la partie inférieure de l'étoile, un aigle aux ailes levées se tient sur deux branches de laurier recourbées vers le haut et attachées par un ruban entre les pattes de l'aigle. Le revers porte les inscriptions "UNITED STATES OF AMERICA" et "MERITORIOUS SERVICE". Le ruban de suspension mesure 1 3/8 pouces (34,925 mm) de large et se compose des bandes suivantes : 1/8 de pouce (3,175 mm) cramoisi 67112 ; 1/4 de pouce (6,35 mm) blanc 67101 ; centre 5/8 de pouce (15,875 mm) cramoisi ; 1/4 de pouce (6,35 mm) blanc ; et 1/8 de pouce (3,175 mm) cramoisi.
Les distinctions supplémentaires de la Meritorious Service Medal sont signalées par des feuilles de chêne (oak leaf cluster - OLC) en bronze dans l'US Army (armée de terre), l'US Air Force (armée de l'air) et l'US Space Force (armée de l'espace), une feuille de chêne en argent signalant cinq distinctions supplémentaires. (1 OLC en argent plus la médaille elle-même en représentent six) et des étoiles dorées de 5/16 de pouce dans l'US Navy marine), l'US Marine Corps (corps des Marines) et l'US Coast Guard (garde-côtes),avec une étoile argentée de 5/16 de pouce dénotant cinq récompenses supplémentaires. Le port de ces dispositifs est également autorisé sur le ruban de suspension et de service de la médaille. Dans certains cas, les garde-côtes américains autorisent également le port d'un Operational Distinguishing Device ("O" device - dispositif de distinction opérationnelle) pour la médaille.

## Récipiendaires
La médaille du service méritoire (MSM) est décernée à tous les grades pour service méritoire dans l'US Army, l'US Air Force, l'US Coast Guard et l'US Space Force. La MSM peut être décernée pour des services méritoires rendus dans un poste d'état-major en tant qu'officier de terrain, adjudant-chef principal ou sous-officier principal ou, dans le cas des officiers de terrain, pour la réussite d'une période de commandement au niveau du bataillon (armée de terre) ou de l'escadron (armée de terre, armée de l'air ou force spatiale). L'attribution du MSM aux officiers de compagnie des grades O-1 à O-3 (sous-lieutenant, premier lieutenant, capitaine), aux adjudants subalternes et aux adjudants-chefs des grades W-1 et W-2 (WO1 et CW2, armée de terre uniquement), et aux sous-officiers subalternes des grades E-6 et inférieurs est rare et relève généralement de l'exception.
L'US Navy, l'US Marine Corps et l'US Coast Guard ont une philosophie légèrement différente de celle de l'US Army, de l'US Air Force et de l'US Space Force en ce qui concerne l'attribution du MSM, qu'ils réservent généralement aux officiers supérieurs de la Navy et de la Coast Guard des grades O-5 à O-6 (commandant et capitaine) et aux officiers de terrain du Marine Corps des grades O-5 et O-6 (lieutenant-colonel et colonel), la première attribution du MSM intervenant généralement à l'issue d'une affectation réussie au niveau O-5. L'attribution du MSM aux officiers de l'USN, de l'USMC et de l'USCG de grade O-4 (lieutenant-commandant de l'US Navy et de l'US Coast Guard  / major de l'US Marine Corps) et de grade inférieur, y compris les adjudants-chefs et de grade inférieur (autre que l'attribution au moment de la retraite aux adjuc 5 et adjuc 4) est généralement exceptionnelle et normalement limitée à ceux qui ont occupé l'une des rares affectations de commandant de niveau O-4 du service (par exemple, les navires de lutte contre les mines de la classe Avenger) ou qui ont servi dans l'état-major d'un officier du pavillon de l'US Navy ou de l'US Coast Guard ou dans l'état-major d'un officier général de l'US Marine Corps,.

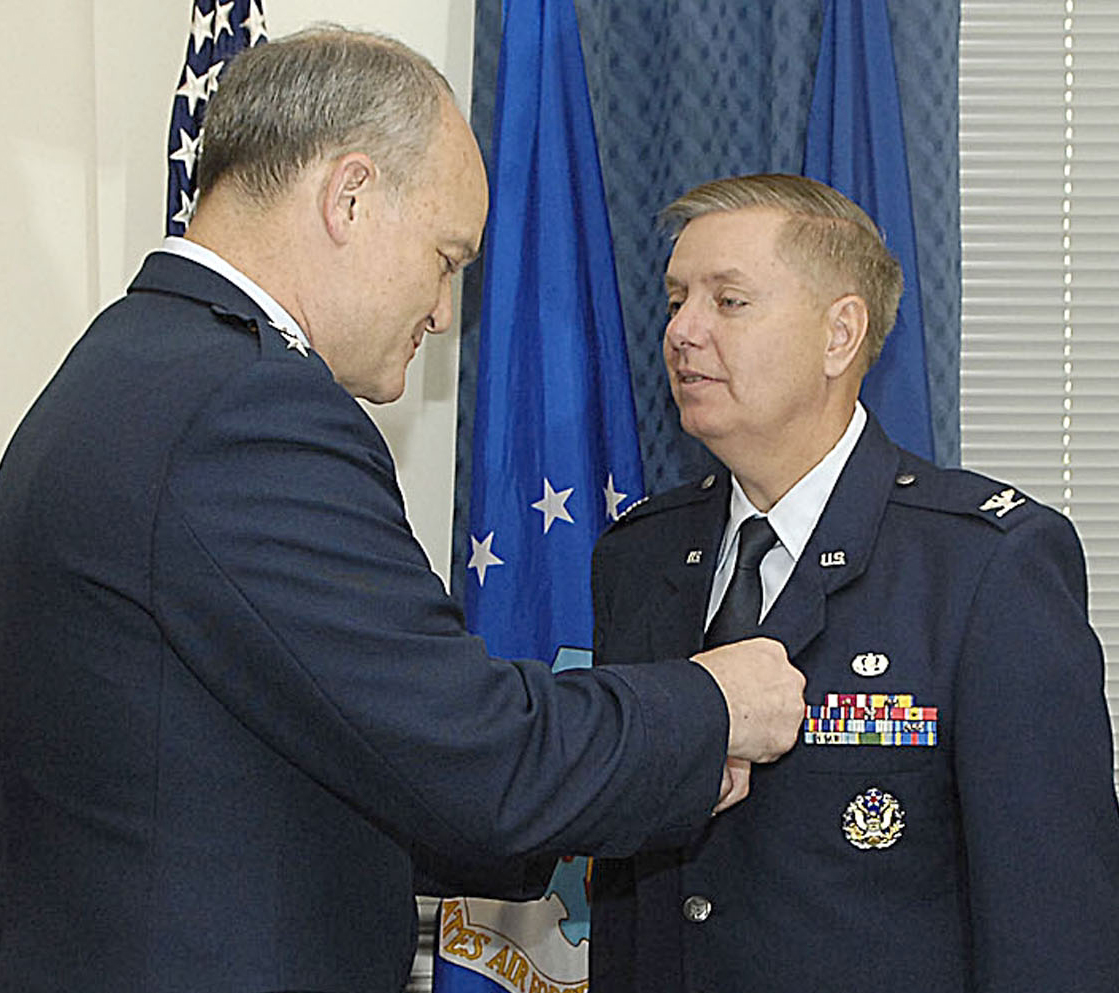
Le lieutenant-général Jack L. Rives remet la Meritorious Service Medal au Colonel Lindsey Graham, Avril 2009

L'attribution de la MSM aux militaires de la marine, du corps des marines et des garde-côtes est généralement limitée aux grades E-8 (par exemple, premier maître de l'US Navy/US Marine Corps et sergent-chef ou premier sergent de l'US Marine Corps) et E-9 (par exemple, premier maître de l'USN/USCG et sergent-chef ou premier sergent de l'US Marine Corps), premier maître de l'US Navy/US Marine Corps et sergent-major ou sergent-maître d'artillerie de l'US Marine Corps), tandis que l'attribution du MSM au grade de solde E-7 (par exemple, premier maître de l'US Navy/US Marine Corps et sergent-maître d'artillerie de l'US Marine Corps) et aux grades inférieurs est très rare et constitue une exception. Dans la marine, le corps des marines et les garde-côtes, l'autorité chargée de l'attribution du MSM doit être un officier supérieur ou un officier général détenant le grade O-7 ou un grade supérieur. Le plus souvent, les premiers maîtres de la marine et des garde-côtes (généralement les premiers maîtres de commandement) et les sergents et sergents-majors d'artillerie du corps des Marines reçoivent le MSM à titre de récompense de fin de service ou au moment de la retraite.
Le personnel militaire étranger du grade OF-5 de l'OTAN (équivalent O-6 des États-Unis) et des grades inférieurs, ainsi que les personnes ayant fait preuve d'un niveau de service justifiant une récompense de cette ampleur, peuvent également prétendre à la MSM, sous réserve de l'approbation d'un officier général ou d'un officier de l'armée américaine. Pour recevoir cette médaille, l'individu doit faire preuve d'un service exceptionnellement méritoire à ce niveau de responsabilité.

### Récipiendaires notables
- Lee Archer, premier afro-américain honoré par le titre d'as de l'United States Army Air Corps
- Deborah Birx, colonel
- Vincent Desportes, général 3 étoiles français
- Jean-Michel Jacques, député, ancien Forces spéciales
- Norman Schwarzkopf, général 4 étoiles américain

## Source
- (en) Cet article est partiellement ou en totalité issu de l’article de Wikipédia en anglais intitulé « Meritorious Service Medal (United States) » (voir la liste des auteurs).